# Sarcophaga praelibera
Sarcophaga praelibera är en tvåvingeart som först beskrevs av Guilherme A.M.Lopes 1959.  Sarcophaga praelibera ingår i släktet Sarcophaga och familjen köttflugor. Inga underarter finns listade i Catalogue of Life.